# Джалилово
Джалилово — село в Неверкинском районе Пензенской области России. Входит в состав Староандреевского сельсовета.
Расположено на левом берегу Кадады чуть выше устья Чирчима, в 6 км к северо-западу от села Неверкино. Связано мостом с находящейся на противоположном берегу деревней Криволучье.

## История
В 1960 году указом Президиума Верховного Совета РСФСР село Погорелый Чирчим переименовано в Джалилово в честь татарского советского поэта Мусы Джалиля.

## Население
| 1750 | 1795 | 1859 | 1911  | 1926  | 1939 | 1959 |
| ---- | ---- | ---- | ----- | ----- | ---- | ---- |
| 222  | ↗308 | ↗403 | ↗1075 | ↘1013 | ↘681 | ↘600 |
| 1979 | 1996 | 2004 | 2010  |       |      |      |
| ↗635 | ↘413 | ↘360 | ↘225  |       |      |      |